# 薩克森的迪莫
薩克森的迪莫（德語：Timo von Sachsen，1923年12月22日—1982年4月22日），韋廷家族成員，恩斯特·海因里希王子和盧森堡的索菲的次子。

## 家庭
1952年，迪莫與瑪格麗特·盧卡斯（Margrit Lucas）結婚，兩人的獨子魯迪格是現任薩克森王室首領。